# Antoni z Radomska
Antoni z Radomska (ur. ok. 1440 – zm. 27 czerwca 1487 w Krakowie) – polski bernardyn i kaznodzieja.
Syn Jana, urodzony w Radomsku. Na chrzcie otrzymał imię Marcin. W 1454 wstąpił na Wydział Sztuk Akademii Krakowskiej, gdzie w 1458 uzyskał bakalaureat. Następnie studiował w Paryżu, gdzie zdobył magisterium. Po powrocie wykładał w Krakowie ars memorativa. Przed 1480 wstąpił do kanoników regularnych laterańskich, zaś ok. 1480 do bernardynów. Zdobył uznanie jako wybitny kaznodzieja. Na przełomie lat 1485 i 1486 przebywał w otoczeniu Zbigniewa Oleśnickiego, z którym brał udział w dwóch synodach jako kaznodzieja synodalny.
Tradycja zakonna przypisywała mu autorstwo dzieła o sztuce pamięci pt. Opusculum de arte memorativa longe utilissimum, wydanego w Krakowie w 1504 przez Jana Szklarka. W nowszych badaniach dominuje opinia, że autorem dzieła był sam Szklarek.